# 1527년 헝가리 전역
헝가리 내전(헝가리어: Magyar Belháború) 또는 1527년 헝가리 전역은 1527년~1528년 오스트리아 대공이자 헝가리와 보헤미아의 국왕인 페르디난트 1세와 그를 따르는 헝가리인들이 오스만 제국에 대항하여 시작된 전쟁이다.

## 전개
모하치 전투 이후 오스만 측은 제국 내 다른 지역에서의 사태에 집중하기 위하여 헝가리 일대에서 군대를 철수하였다. 오스만군의 철군을 기회로 삼은 페르디난트 1세는 헝가리 국왕으로서의 입지를 확고히 하고자 전격 공략에 나섰다. 1527년 페르디난트 1세는 오스만 제국의 가신 서포여이 야노시를 몰아내고 이듬해 1528년까지 부더, 죄르, 코마롬, 에스테르곰, 세케슈페헤르바르를 점령해 나갔다. 이 시점에서 오스만 술탄 쉴레이만 대제는 서포여이의 간청에도 불구하고 아무런 조치를 취하지 않고 있었다.
이후 헝가리의 루이 2세가 사망하고 오스만군이 부더 시의 포위전에 나서면서 헝가리 내전으로 발전하였다. 이 시기 헝가리는 페르디난트 1세의 헝가리, 서포여이의 동부 헝가리 왕국 (서포여이 왕국), 오스만령 헝가리의 3개 지역으로 나뉘었다. 서포여이 측은 영지 의회의 결정을 따라 자신들의 정당성을 주장한 반면, 페르디난트 1세 측은 제1차 빈 회의에서 아르파드 왕조와 합스부르크 가문 사이의 혈연 관계가 확인된 것으로 헝가리를 다스릴 정당성이 있다고 주장하였다.

## 여파
1529년 5월 10일, 쉴레이만 대제가 그동안 페르디난트 1세에게 내주었던 것들을 만회하기 위한 반격 작전에 나섰다. 이로써 페르디난트 1세가 점령했던 요새 가운데 대다수가 별다른 저항 없이 항복하면서 오스만군의 전진 속도는 최고조에 이르렀다. 그 결과 쉴레이만 대제가 이끄는 오스만군은 합스부르크가의 수도인 빈 공방전에 나서기에 이르렀다.